# Нове Мјесто под Смрком
Нове Мјесто под Смрком (чеш. Nové Město pod Smrkem) град је у Чешкој Републици. Град се налази у управној јединици Либеречки крај, у оквиру којег припада округу Либерец.

## Становништво
Према подацима о броју становника из 2014. године град је имао 3.829 становника.